# Bejaria mathewsii
Bejaria mathewsii là một loài thực vật có hoa trong họ Thạch nam. Loài này được Fielding & Gardner mô tả khoa học đầu tiên năm 1844.